# Княженська загальноосвітня школа
Княженська загальноосвітня школа I—III ступенів — школа в с. с. Княже Снятинського району Івано-Франківської області.

## Основні відомості
В школі працює 30 вчителів, з них 25 — основних та 5 сумісники. В закладі навчаються 173 учні (із сіл Княже (Снятинський район), Драгасимова та Тучапів).
Директор школи — Семелюк Михайло Григорович.
Заступник з навчально-виховної роботи — Семків Марія Степанівна.

## Історія закладу

### 1937—1950 роки

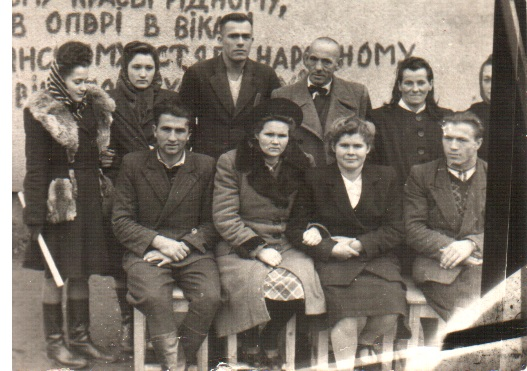
Фото учителів 1949 року, Княженської школи

Будівництво старої Княженської школи розпочалося у 1937 році, а закінчилося у 1939 році. Вже наступного 1940 року, відбулося відкриття школи. На всю школу було лише 4 вчителі, а класів — 3. В цей час тривала друга світова війна. Директором була Калина Котлярчук з с. Прутівки.

### 1951—1955 роки
У 1951—1955 роках директором школи був Кравець Володимир Трохимович. Разом з ним в колективі працювали такі вчителі:
- Голей Михайло Петрович — вчитель німецької мови, бухгалтер школи.
- Вовчинко Олександр Семенович — вчитель російської мови, завуч.
- Кравець Володимир Трохимович — директор, вчитель історії, географії.
- Рибак Петро Семенович — вчитель математики.

Кравець Володимир Трохимович працював у школі у 1949—1955 роках, з них 5 років директорував. Головним завданням школи було вчити і виховувати учнів. Вирішувались різні проблеми, наприклад:
- Проблема всеобучу, в той час це була проблема в зв'язку з переходом на семирічне обов'язкове навчання.
- Перехід на однозмінне навчання, було в школі 4 класи, а ще перебудували приміщення на чотири класні кімнати.
- Відкрито вечірню школу в 5—7 класах.
- Ліквідувалась неписьменність серед дорослого населення методом так званих «десятихаток», де вчили читати, писати, рахувати. В кінці кожний вчитель із своїми учнями звітували.

### 1956—1964 роки
Рибак Петро Семенович — працював в Княженській школі з 15 серпня 1951 року до 10 червня 1964 року. Один рік вчителем математики, 3 роки завучем, а 9 років директором школи. З 1956 року Петро Семенович директор Княженської школи. За час його роботи очільником виникали певні труднощі, а саме: питання всеобучу, забезпечення школи паливом та брак приміщення. В той час вчительський колектив працював над написанням історії сіл Княжа і Драгасимова. Директорам шкіл району дано вказівку очолити групу вчителів, яка займалася написання історії сіл району. Вони мали доступ до архівів в Івано-Франківську. Після написання матеріали здали в район. В той час вчительський колектив мав багато громадських доручень, а саме:
- Збір позики державі з населення.
- Агітація в полі, починаючи з весни й до осені.
- Агітація по «десятихатках».
- Підготовка до виборів.
- Агітація на фермах, тракторних бригадах, на токах під час жнив.

Колишнього старого приміщення не вистачало для потреб школи, тому виникла потреба у будівництві нової школи. Оформили і виготовили документацію нової школи в місті Івано-Франківську в Дніпромісті. Будувати школу Рибаку Петру Семеновичу  не довелося, бо був безпартійний, за що  звільнили його з посади директора школи і 10 червня 1964 року він передав школу члену партії Веризі Івану Михайловичу.

### 1964—1986 роки
Верига І. М. був директором у 1959—1985 роках: у 1959—1964 роках — у Драгасимівській початковій школі, у 1964—1985 роках — Княженській. Будівництвом нової школи займалася організація міжколгоспбуду. Фінансував новобудову колгосп імені Петровського, головою у ньому на той час був Худяк Роман Іванович. Розпочали будову на честь століття В. Леніна 27 грудня 1967 року, а завершили 6 грудня 1969 року.
Головним завданням школи було давати глибокі та міцні знання учням з метою, щоб діти здобували середньо-спеціальну та вищу освіту, також культурне виховання учнів. Працювало в педколективі від 30 до 40 вчителів та вихователів, в залежності від кількості дітей. Школярів було від 250—400. Учні молодших класів від 1 до 6 години працювали на групі продовженого дня. Старші школярі займалися у гуртках (хоровий, духовий, танцювальний, предметні гуртки). У 1985 році Іван Михайлович тимчасово передав свою посаду завучу школи — Григорію Петровичу Дмитруку, який виконував обов'язки директора декілька місяців. У 1985—1986 роках директором був Кобилюка Степана Григоровича.

### 1986— сьогодення
З вересня 1986 року посаду директора зайняв Семелюк Михайло Григорович, який працює і донині. 1 вересня 2001 року на підставі листа управління освіти і науки Івано-Франківської обласної державної адміністрації № 981/01-22/024 від 31.08.2001 року та розпорядження Снятинської районної державної адміністрації № 495 від 31.08.2001 року:
1. Реорганізувати Княженську ЗОШ І-ІІ ст. у загальноосвітню школу І-ІІІ ступенів з 1 вересня 2001 року.